# Sammy Rimington

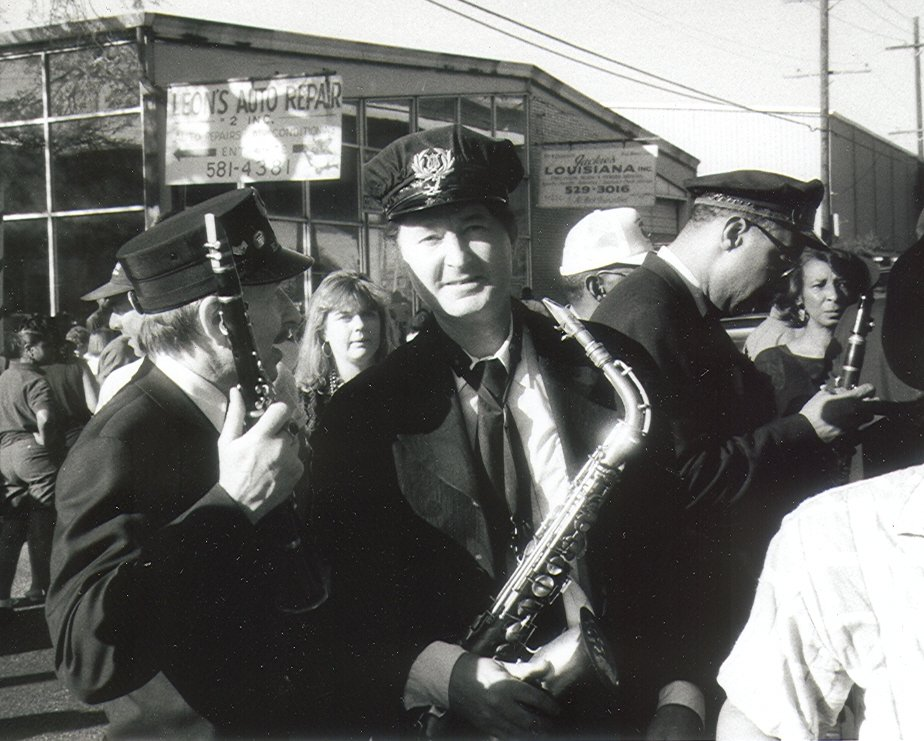
Rimington, midden, bij jazzbegrafenis voor Danny Barker, New Orleans, 1994.

Samuel Rimington (geboren op 29 april 1942, in Paddock Wood, Kent, Engeland) is een Engelse jazzmuzikant en multi-instrumentalist (klarinet, saxofoon, mandoline). Sinds het einde van de jaren vijftig is hij een actieve New Orleans jazzrevivalist.
Sammy Rimington speelde in 1959 met Barry Martyn. Hij werd beroepsmuzikant in 1960 toen hij zich bij de band van Ken Colyer voegde. Hij bleef tot 1965 bij Colyer en verhuisde daarna naar de VS en werkte samen met de Easy Rider Jazz Band van Big Bill Bissonnette en de December Band. In het begin van de jaren zeventig maakte hij een aantal jazzfusion- opnames, maar het meeste van zijn werk is in de jazzstijl van New Orleans met een aantal van de grote muzikanten uit New Orleans zoals Louis Nelson, Sam Lee, Big Jim Robinson, Kid Thomas Valentine en Captain John Handy maar ook met muzikanten en groepen uit Europa zoals Koen De Cauter, het Waso Quartet, Chris Barber, De Fondy Riverside Bullet Band en Didier Geers. Sinds het begin van de jaren zestig heeft hij veel opnames gemaakt als bandleider. Rimington's belangrijkste invloeden waren George Lewis op klarinet en Captain John Handy op altsax met wie hij beiden veel heeft opgetreden.
Sinds 1982 geeft Rimington jaarlijks een concert in de Floda-kerk in de buurt van de stad Katrineholm, Zweden. In het begin werd hij uitgenodigd door priester Lars "Sumpen" Sundbom, die zelf jazzmuzikant was. Rimington nam regelmatig op met en werd op tournee begeleid vaak door pianist Jon Marks.
In 2010 deed hij optredens met Anders Johansson, heavy metal / fusion drummer Anders Johansson van HammerFall / Yngwie Malmsteen.

## Discografie

### Als leider
- 1963 George Lewis Classics (Jazz Crusade)
- 1973 New Orleans Music (California Condor)
- 1977 Sammy Rimington and His New Orleans Quartet (Herman)
- 1986 Sammy Rimington in New Orleans 1986 (Black Bottom)
- 1986 Exciting Sax (Progressive)
- 1988 Of Days That Have Gone By met Barry Martyn (GHB)
- 1994 New Orleans Christmas (GHB)
- 1995 Everybody's Talkin ' (GHB)
- 1995 More Exciting Sax (Progressive)
- 1995 On Tour With T.Jefferson (GHB)
- 1995 Watering the Roots met Big Bill Bissonnette (Jazz Crusade)
- 1999 Reed My Lips (Jazz Crusade)
- 2000 Live in-Store at the Louisiana Music Factory
- 2002 Last Session at San Jacinto Hall (GHB)
- 2008 Visits New Orleans (Arhoolie)
- 2015 Sammy Rimington Quintet (GHB)

## Als sideman

### Met Ken Colyer
- 1963 When I Leave the World Behind
- 1972 The Sunny Side of Ken Colyer
- 1972 Very Very Live at the 100 Club
- 2001 BBC Jazz Club, Vol. 7
- 2002 Serenading Auntie
- 2007 Studio 51 Club Sessions
- 2006 Live at the York Arts Center 1972
- 2008 Studio 51 Club Sessions, Vol. 2
- 2009 A Boston Concert with Ken Colyer's Jazzmen: june 1972

### Met Captain John Handy
- 1968 Very Handy!
- 1965 All Aboard, Vol. 1
- 1965 All Aboard, Vol. 2

### Met anderen
- 1966 Red Wing, Kid Thomas and the Easy Riders Jazz Band
- 1967 Zutty and the Clarinet Kings, Zutty Singleton
- 1992 Classic New Orleans Jazz, Vol. 2, Jim Robinson
- 1994 Live in Japan, Louis Nelson
- 1994 Emile Martyn's Band, Emile Martyn
- 1995 Volume 1: Int'l Jazz Band, Emanuel Paul
- 1995 Volume 2: Int'l Jazz Band, Emanuel Paul
- 1995 New Orleans Footwarmers, Chester Zardis
- 1995 First European Tour, Kid Sheik
- 1996 River Stay Way, Chris Blount / Norman Thatcher / Dave Vickers
- 1998 Then & Now, Big Bill Bissonnette and His Easy Riders Jazz Band
- 1999 Walking with the King, Gregg Stafford
- 1999 The BBC Jazz from the 70's & 80's, Humphrey Lyttelton
- 1999 BBC Jazz from the 70's & 80's, Vol. 2, Bruce Turner
- 2000 New Orleans Stompers, Kid Sheik
- 2000 At Algiers Point Louisiana, Cliff Billett
- 2001 Max Lager's New Orleans Stompers - Featuring Sammy Rimington & Norbert Susemihl
- 2004 Jazz Celebration, Peter Meyer
- 2005 Live Streets Rouen Frankrijk, Paragon Brass Band
- 2005 Palm Court Jazz All Stars, Lars Edegran
- 2007 New Orleans Jazz, Lars Edegran
- 2006 Memories of Kid Thomas, French Preservation New Orleans Jazz Band
- 2009 New Orleans Reunion, Wendell Brunious
- 2008 A New Orleans Visit: Before Katrina, Michael Doucet
- 2013 On Tour, Sammy Price [1]